# Place de Séoul
La place de Séoul est une voie située dans le quartier de Plaisance du 14e arrondissement de Paris.

## Situation et accès
La place de Séoul est desservie à proximité par la station Pernety de la ligne 13 du métro de Paris et par les lignes de bus 59 et 88.

## Origine du nom
Elle porte le nom de Séoul, la capitale de la Corée du Sud.

## Historique
Cette place est créée sous la dénomination de « voie AB/14 » à la fin des années 1970 dans le cadre du réaménagement de la ZAC Guilleminot-Vercingétorix au sein d'une partie du complexe immobilier des Échelles du Baroque, intitulé « Les Colonnes », et prend en 1985 le nom de « place de Séoul ».

## Bâtiments remarquables et lieux de mémoire
- L'église Notre-Dame-du-Travail.